# Krameria secundiflora
Krameria secundiflora är en tvåhjärtbladig växtart som beskrevs av Moc. & Sesse och Dc.. Krameria secundiflora ingår i släktet Krameria och familjen Krameriaceae. Inga underarter finns listade i Catalogue of Life.